# (1707) Chantal
(1707) Chantal ist ein Asteroid des Hauptgürtels, der am 8. September 1932 vom belgischen Astronomen Eugène Joseph Delporte in Ukkel entdeckt wurde.
Der Asteroid ist der Nichte des französischen Astronomen Georges Roland gewidmet.